# WFV-Pokal

Württemberský fotbalový svaz (Württembergischer Fußball-Verband)

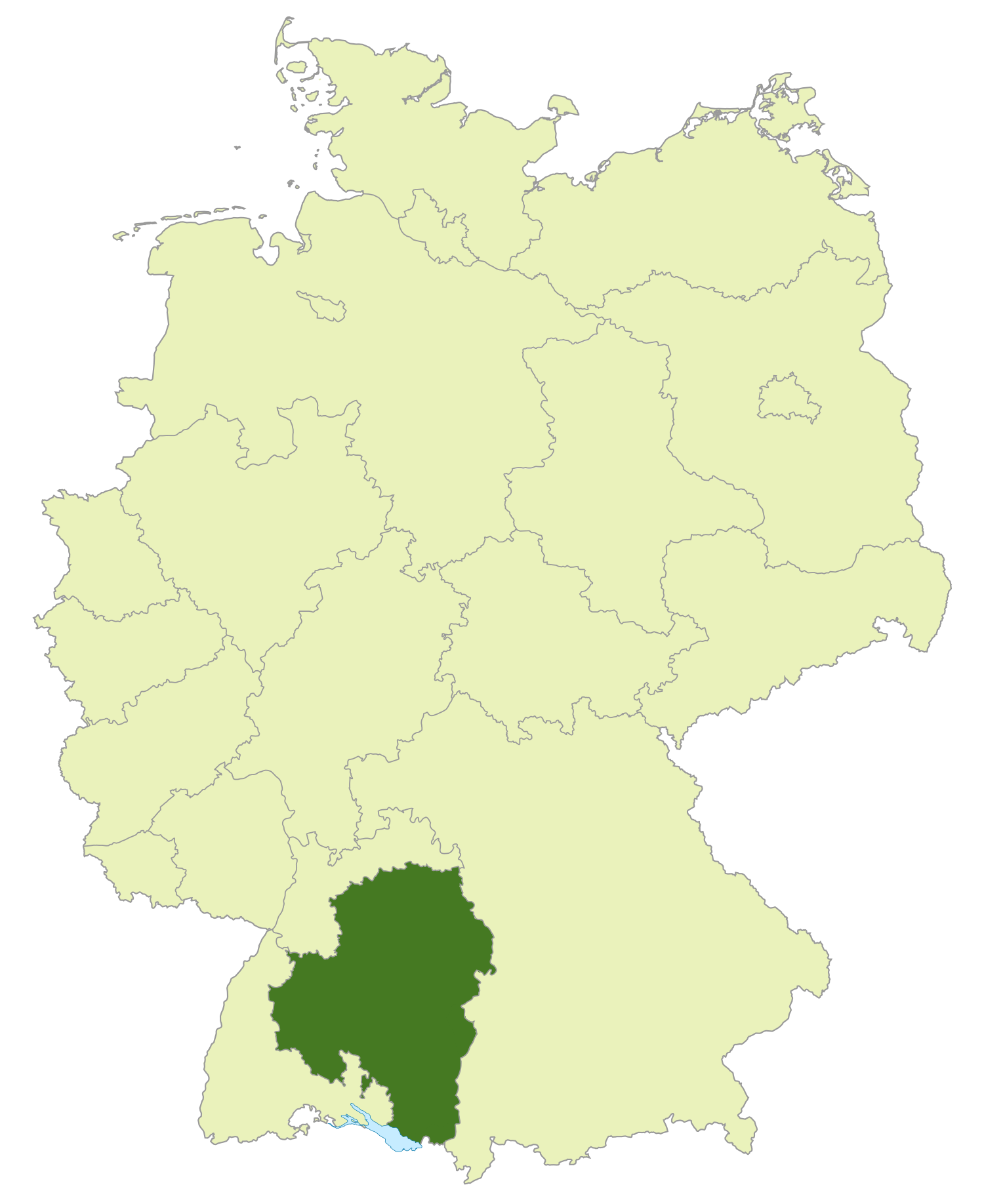
Württembersko na mapě Německa

WFV-Pokal  je Verbandspokal Württemberského fotbalového svazu.
Württemberský fotbalový svaz sdružuje ve svých řadách 533 044 členů a 13 788 registrovaných týmů. Již od roku 1951 pořádá WFV-Pokal (Württemberský fotbalový Landespokal). Hraje se vyřazovacím K. O. systémem, soutěž má sedm kol a od úvodního kola ji hrají týmy z Oberligy (5. ligy), 6. ligy, 7. ligy a vítězové Kreispokalů. Od třetího kola se již zúčastňují i celky ze 3. ligy a 4. ligy. Württembergischer Pokal nehrají mužstva z nejvyšších dvou německých soutěží. Vítěz postupuje do DFB Pokalu.

## Přehled vítězů
| 1951 | ESC Ulm                | 1968 | SpVgg Lindau 1919      | 1985 | FV Ebingen                 | 2002 | VfR Aalen                  | 2019 | SSV Ulm 1846            |
| 1952 | nehrálo se             | 1969 | SpVgg Neckarsulm       | 1986 | VfR Aalen                  | 2003 | VfL Kirchheim/Teck         | 2020 | SSV Ulm 1846            |
| 1953 | nehrálo se             | 1970 | VfB Stuttgart Amateure | 1987 | TSG Giengen                | 2004 | VfR Aalen                  | 2021 | SSV Ulm 1846            |
| 1954 | FV 09 Nürtingen        | 1971 | VfL Sindelfingen       | 1988 | SSV Reutlingen 05          | 2005 | Stuttgarter Kickers        | 2022 | Stuttgarter Kickers     |
| 1955 | Stuttgarter SC         | 1972 | VfR Aalen              | 1989 | SC Geislingen              | 2006 | Stuttgarter Kickers        | 2023 | TSG Ballingen           |
| 1956 | 1.FC Eislingen         | 1973 | TV Gültstein           | 1990 | SSV Reutlingen 05          | 2007 | 1.FC Normannia Gmünd       | 2024 | VfR Aalen               |
| 1957 | 1.SSV Ulm 1928         | 1974 | SpVgg 07 Ludwigsburg   | 1991 | TSG Backnang 1919          | 2008 | 1. FC Heidenheim           | 2025 | SG Sonnenhof Großaspach |
| 1958 | 1.FC Urbach            | 1975 | SpVgg Freudenstadt     | 1992 | SSV Ulm 1846               | 2009 | SG Sonnenhof Großaspach    | 2026 |                         |
| 1959 | nehrálo se             | 1976 | TV Unterboihingen      | 1993 | TSV Ditzingen              | 2010 | VfR Aalen                  | 2027 |                         |
| 1960 | VfR Schwenningen       | 1977 | 1.FC Normannia Gmünd   | 1994 | SSV Ulm 1846               | 2011 | 1. FC Heidenheim           | 2028 |                         |
| 1961 | VfL Kirchheim/Teck     | 1978 | 1.FC Eislingen         | 1995 | SSV Ulm 1846               | 2012 | 1. FC Heidenheim           | 2029 |                         |
| 1962 | SV Germania Bietigheim | 1979 | VfR Aalen              | 1996 | SV Bonlanden               | 2013 | 1. FC Heidenheim           | 2030 |                         |
| 1963 | FV Illertissen         | 1980 | VfB Stuttgart Amateure | 1997 | SSV Ulm 1846               | 2014 | 1. FC Heidenheim           | 2031 |                         |
| 1964 | SpVgg Neckarsulm       | 1981 | VfB Stuttgart Amateure | 1998 | Sportfreunde Dorfmerkingen | 2015 | SSV Reutlingen 05          | 2032 |                         |
| 1965 | VfL Heidenheim         | 1982 | SSV Ulm 1846           | 1999 | SSV Reutlingen 05          | 2016 | FV Ravensburg              | 2033 |                         |
| 1966 | SpVgg Lindau 1919      | 1983 | SSV Ulm 1846           | 2000 | VfB Stuttgart Amateure     | 2017 | Sportfreunde Dorfmerkingen | 2034 |                         |
| 1967 | TG Biberach            | 1984 | SC Geislingen          | 2001 | VfR Aalen                  | 2018 | SSV Ulm 1846               | 2035 |                         |